# Crocidura ramona
Crocidura ramona (лат.) — вид млекопитающих рода белозубок из семейства землеройковых. Эндемик Израиля.
Включён в «Международную Красную книгу» (англ. IUCN Red List of Threatened Animals) МСОП. Светлые серебристо-серого цвета белозубки с уникальным кариотипом: 2n = 28, FN = 46 (Ivanitskaya et al., 1996). Возможно родственные к видам Crocidura arispa, С. armenica, С. pergrisea, С. serezkyensis, С. zarudnyi. Обнаружены только в трёх местах Израиля: Мицпе-Рамон и Сде-Бокер в пустыне Негев, и в местечке Sartaber на северной окраине пустыни Иудейской пустыни. Все эти три локации представляют собой горные пустынные области с высотами обитания вида между 200 и 950 м над уровнем моря с растущими там представителями родов Retama, Tamarix и Atriplex. В 1993—1995 годах было найдено семь экземпляров, но в 1999—2006 годах уже не удалось найти ни одного представителя этого редкого вида.